# نورمحمد ثاقب
نورمحمد ثاقب سیاست‌مدار اهل افغانستان است. وی از ۷ سپتامبر ۲۰۲۱ به حیث سرپرست وزارت حج و اوقاف امارت اسلامی برگزیده شد. وی از ۱۹۹۶ تا ۲۰۰۱ نیز قوضی القضات افغانستان بود.